# Butirato de propilo
El éster propílico del ácido butírico (también llamado butirato de propilo o butanoato de propilo) es un éster del ácido butírico (ácido butanoico) con el alcohol 1-propanol. El éster propílico del ácido butírico tiene la fórmula molecular C7H14O2. A temperatura ambiente es un líquido incoloro que huele a fresas.

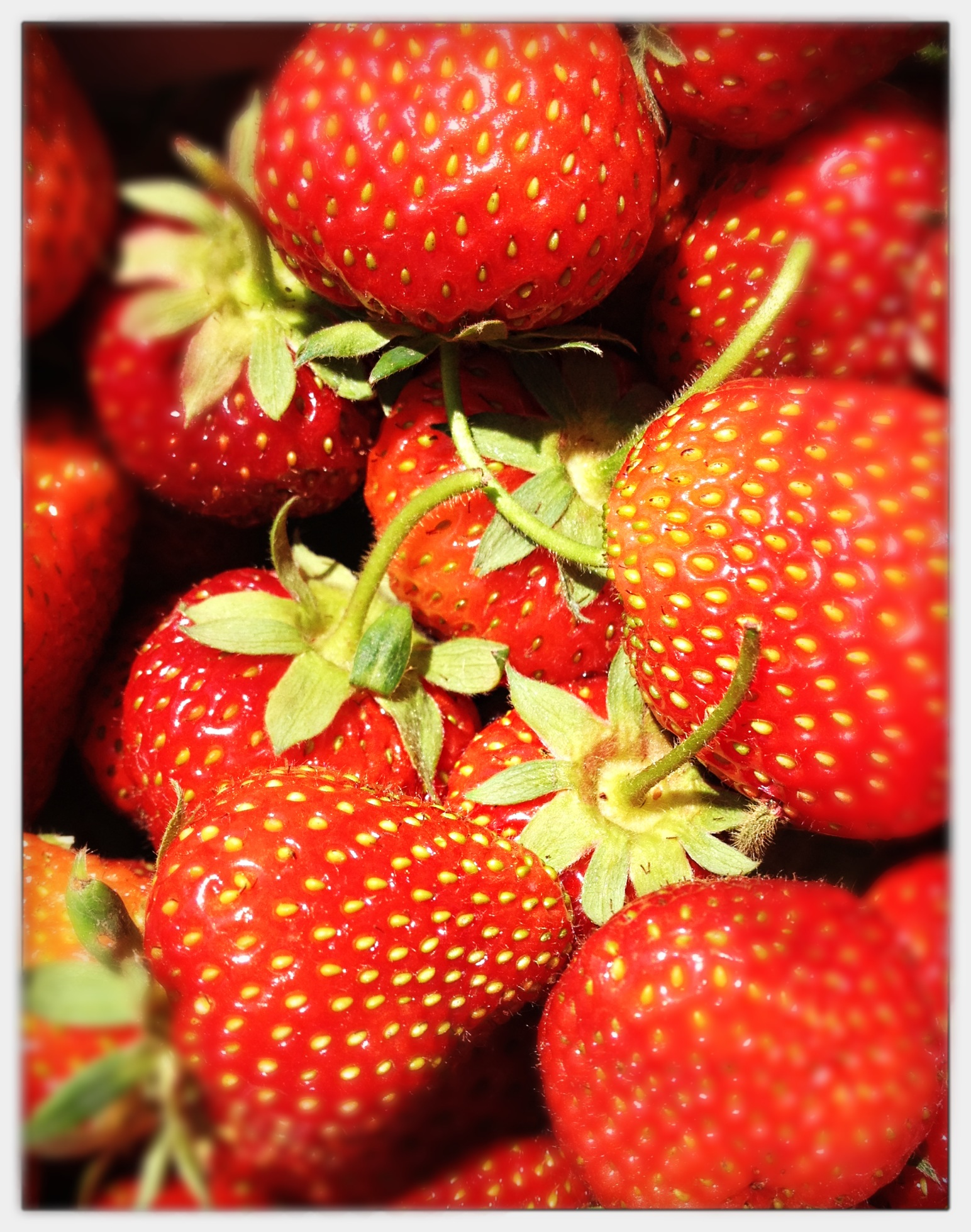
Fresas

## Producción
El butirato de propilo se puede preparar a partir de 1-propanol y ácido butírico mediante esterificación azeotrópica. En una reacción de equilibrio, el ácido carboxílico reacciona con el alcohol para formar el éster correspondiente y agua. Para este fin se suele utilizar ácido p-toluenosulfónico como donante de protones a escala de laboratorio.

Síntesis del éster de ácido propilbutírico

## Usos
El butirato de propilo se utiliza como agente aromatizante en perfumes y alimentos.